# Thescelocichla leucopleura
Thescelocichla leucopleura é uma espécie de ave da família Pycnonotidae. É a única espécie do género Thescelocichla.
Pode ser encontrada nos seguintes países: Angola, Benim, Camarões, República Centro-Africana, República do Congo, República Democrática do Congo, Costa do Marfim, Guiné Equatorial, Gabão, Gâmbia, Gana, Guiné, Guiné-Bissau, Libéria, Nigéria, Senegal, Serra Leoa, Togo e Uganda.
Os seus habitats naturais são: florestas secas tropicais ou subtropicais , pântanos subtropicais ou tropicais e savanas húmidas.